# Franz Anton von Losenstein
Franz Anton Fürst von Losenstein-Gschwendt (* 1642 in Wien; † 8. Juni 1692 ebenda) war Dompropst in Passau und Titularbischof von Dura.

## Leben
Franz Anton Graf (seit 1691 Fürst) von Losenstein war der Sohn des Grafen Georg Achaz II. von Losenstein-Gschwendt, Landmarschall in Niederösterreich, aus seiner dritten Ehe mit Maria Franziska von Mansfeld-Vorderort, der Tochter von Bruno III. von Mansfeld und Marie Manrique de Lara.
Er war 1664 Kanoniker, 1673 Dompropst in Passau und Titularbischof von Ducia, Koadjutor des Bistums Olmütz. Als Dombaukommissar war er zwischen 1677 und 1684 maßgeblich an der Barockausstattung des Wenzelsdoms in Olmütz beteiligt.
Franz Anton war der letzte Losensteiner; mit seinem Tod 1692 erlosch das Geschlecht im Mannesstamm. Beigesetzt wurde er in der Gruft der Losensteinkapelle im Kloster Garsten, deren Neubau er finanziert hatte.